# Claude Nérin (1756-1838)
Claude, 1er baron Nérin, né le 30 juillet 1756 à Lyon (Rhône), mort le 9 novembre 1838 à Avallon (Yonne), est un militaire français, colonel du 64e de ligne et commandant de place. Il est fait baron de l'Empire en 1810.

## Biographie
Claude Nérin naît à Lyon le 30 juillet 1756, fils de René Nérin, maître maçon et de Catherine Rose Mollin.
Il se marie à deux reprises :
- en premières noces à Jeanne Bernarde Boudin.
- en secondes noces à Magdeleine Françoise Arthault, fille de François Arthault, lieutenant civil et criminel au bailliage d'Avallon, d'où deux enfants :
  - Anne Nérin (1814-1891), épouse Jacques Henri Brunet, avocat d'où une fille : Françoise (1834) ;
  - Pierre (1819-1882), 2e baron Nérin, général de brigade, commandeur de la Légion d’honneur. Marié à Hermine Levesque des Varannes, d'où trois filles, dont Isabelle qui se marie au général Edmond Poulléau et Léonie qui se marie à Emile Ménière, fils de Prosper Menière, célèbre médecin qui donne son nom à la maladie de Menière, d'où descendance alliée aux Becquerel. Son petit-fils Robert Noirot-Nérin (1889-1967), colonel et chef du protocole à l'Elysée, est autorisé par décret du 21 décembre 1922 à relever le nom de son arrière-grand-père maternel, en Noirot-Nérin.

### Carrière militaire
Engagé volontaire le 31 août 1775, comme soldat dans le régiment de Brie devenu le 2e régiment d’infanterie de ligne, il y sert en qualité de grenadier le 11 mai 1777. 
Caporal des grenadiers, le 31 janvier 1783. 
Sergent le 13 mars 1787. 
Sergent fourrier le 1er janvier 1790 dans le régiment de Brie précité 
Sergent-major le 18 août 1791. 
Sous-lieutenant le 12 janvier 1792. 
Lieutenant le 16 juin 1792. 
Adjudant-major le 18 octobre 1792 au même régiment. 
Capitaine le 21 novembre 1793. 
Chef de bataillon à titre provisoire du 1er bataillon du 24e régiment d’infanterie de ligne, le 5 août 1794. Son bataillon ayant été incorporé au premier amalgame dans la 47e demi-brigade de bataille le 21 juin 1795, il est promu chef de brigade de cette demi-brigade le 17 juillet 1795, puis de la 97e demi-brigade d’infanterie de ligne au second amalgame le 23 février 1796 
Nommé colonel du 64e régiment d’infanterie de ligne, par arrêté du 5 octobre 1803
Commandant de la place d’Ulm, en Souabe (Bavière), le 23 octobre 1805. 
Commandant de la province de Prignitz en Prusse (1806)
Admis à la retraite pour infirmités et blessures, par décret impérial du 16 mars 1807, avec pension de 2602 francs par décret impérial du 4 août 1807.
Il est maire d’Avallon pendant les Cent-Jours, nommé par l’Empereur, le 17 mars 1815.
Claude Nérin décède le 9 novembre 1838 à Avallon (Yonne) ville où il est inhumé.

## Campagnes
- 1781-1782 : Côtes de Bretagne.
- 1792 : Prend part à la bataille de Valmy, le 20 septembre 1792, à l’armée du Nord.
- 1793 : Prend part aux opérations de l’armée de la Moselle.
- 1794-1795 à 1798 : Aux armées du Rhin et de la Moselle. Met en déroute l’ennemi au combat du 8 septembre 1794 et lui prend une pièce de canon. Se distingue au combat de Frankenwald (1795) Se fait remarquer au combat d’Offenburg où il repousse avec son 1er bataillon les charges du régiment de cuirassiers d’Anspach et le force à se replier après lui avoir tué son colonel le 28 juillet 1797. À la tête du 97e régiment d’infanterie de ligne, étant affectée aux armées d’Allemagne et d’Helvétie (1798), puis d’Italie et de Naples, il soutient à Terni avec les 1 500 hommes de sa demi-brigade et 4 compagnies de la 64e demi-brigade d’infanterie de ligne un combat contre un corps de 6 000 Napolitains, fait 450 prisonniers dont le général en chef et 12 officiers et prend 17 canons et 20 caissons le 27 novembre 1798.
- 1799 : participe à la bataille de la Trebbia le 19 juin 1799.
- 1800 : siège de Gênes.
- 1801 : armée d’observation du Midi dans les Abruzzes.
- 1803 - 1805 : armée des côtes de l'Océan, au camp de Boulogne.
- 1805 - 1807 : armée d’Allemagne.

## Captivité
Fait prisonnier dans l’affaire de Cogoletto en Ligurie le 11 avril 1800, il est libéré la même année.

## Blessures
- Blessé d’un coup de feu à la jambe gauche au combat de Neresheim lors du déblocage des lignes de Wissembourg. le 11 frimaire an II (30 novembre 1793)
- Blessé d’un coup de mitraille à la gorge, à Frankaudal, le 23 brumaire an IV (14 novembre 1795)
- Blessé par un éclat de pierre à la jambe gauche à la suite du ricochet d’un boulet au siège de Kehl, le 15 nivôse an V (16 janvier 1797)

## Décorations
Le colonel Nérin est fait chevalier de la légion d’honneur (décret impérial du 20 frimaire an XII - 11 décembre 1803), puis officier par décret impérial du 26 prairial an XII (14 juin 1804).

## Dotation
- Le 17 mars 1808, donataire d’une rente de 4 000 francs sur les biens réservés en Westphalie.

## Armoiries
| Figure | Nom du baron et blasonnement |
| ------ | --- |
|        | Armes du baron Claude Nérin et de l'Empire, décret du 19 mars 1808, lettres patentes du 11 mai 1808, officier de la Légion d'honneur D'or à la tour crénelée de sable, franc quartier de baron sorti de l'armée. Livrées : jaune, rouge, sable. |

## Sources
- A. Lievyns, Jean Maurice Verdot, Pierre Bégat, Fastes de la Légion-d'honneur, biographie de tous les décorés accompagnée de l'histoire législative et réglementaire de l'ordre, Tome 3, Bureau de l’administration, 1844, 529 p. (lire en ligne), p. 392.
- « La noblesse d’Empire » (consulté le 20 mai 2016)
- Vicomte Révérend, Armorial du premier empire, tome 3, Honoré Champion, libraire, Paris, 1897, p. 317.
- « Cote LH/1981/35 », base Léonore, ministère français de la Culture